# Psalmy pokutne
Psalmy pokutne – grupa psalmów biblijnych, pochodzących z Księgi Psalmów, które już u zarania chrześcijaństwa używane były w liturgii pokutnej i żałobnej.
Już w czasach św. Augustyna z Hippony grupa siedmiu psalmów uważana była za wskazane do wykonywania w okresach pokuty i żałoby. Były to biblijne psalmy 6, 32, 38, 51, 102, 130 oraz 143 (w numeracji Septuaginty odpowiednio 6, 31, 37, 50, 101, 129 oraz 142). Pierwotnie używano nazwy psalm pokutny tylko na określenie Psalmu 51 (łac. Miserere). Recytowano go na zakończenie codziennej modlitwy porannej.

## Psalmy pokutne w muzyce
Wszystkie siedem psalmów pokutnych zostało użytych przez Orlando di Lasso, który w 1584 roku skomponował swoje Psalmi Davidis poenitentiales. Najczęściej wykorzystywanym przez kompozytorów psalmem pokutnym było Miserere, kompozytorzy sięgali po niego setki razy. Najsławniejsze utwory bazujące na tekście tego psalmu napisali Gregorio Allegri, Palestrina, Andrea Gabrieli oraz Henryk Mikołaj Górecki. Również Psalm 130 (łac. De Profundis) był wielokrotnie wykorzystywany przez różnych twórców, szczególnie w okresie renesansu, np. przez Josquina des Prés.